# Herb gminy Skierbieszów
Herb gminy Skierbieszów – symbol gminy Skierbieszów.

## Wygląd i symbolika
Herb przedstawia na tarczy w polu czerwonym dwa pół-księżyce skierowane do siebie. Między nimi widnieje krzyż ćwiekowy. Jest to historyczny herb miasta Skierbieszów, pochodzący najprawdopodobniej od fundatorów i założycieli miasta, którzy posługiwali się herbem Ostoja. 